# William Wycherley

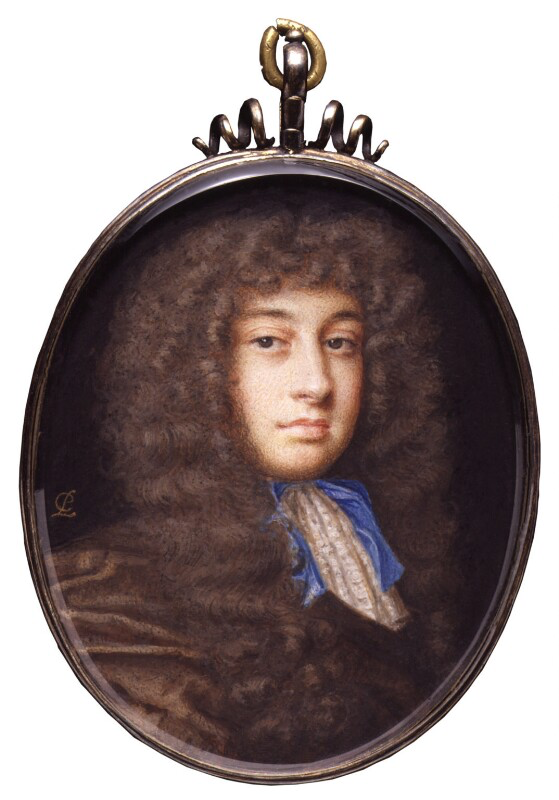
William Wycherley um 1675

William Wycherley (* 1640 in Clive, Shropshire; † 1. Januar 1716 in London) war ein englischer Dramatiker der Restaurationszeit.

## Leben
Er wurde in Clive, Shropshire geboren, konnte aufgrund seiner wohlhabenden Familie in Frankreich studieren, konvertierte dort zum Katholizismus und widmete sich der französischen Literatur und Kultur. 1660 kehrte er zurück nach England, trat der Anwaltskammer des Inner Temple bei, betrieb seine Studien jedoch nicht ernsthaft. Stattdessen interessierte er sich für die modischen Erscheinungen und literarischen Strömungen seiner Epoche und verbrachte Zeit mit den Restoration Wits wie John Wilmot, 2. Earl of Rochester, George Etherege und Charles Sedley.
1671 schrieb er sein erstes Stück, Love in a Wood. Seine bekanntesten Stücke sind aber The Country Wife (1675) (deutsch Die Unschuld vom Lande) und The Plain Dealer (1676).
Nach 1676 kehrte Wycherley dem Theater den Rücken und heiratete 1679 heimlich eine wohlhabende Witwe, die Countess of Drogheda, (eine Verbindung, die den Missfallen des Monarchen erregte, da Charles II. Wycherley eine Stellung bei Hofe angeboten hatte). Als die Witwe kurz darauf starb, erbte Wycherley zwar das Vermögen, doch Schulden und Rechtsstreitigkeiten brachten ihm eine mehrjährige Gefängnisstrafe ein. Entlassen wurde er letzten Endes auf Geheiß Königs James II., der Wycherley eine jährliche Pension zahlte.
Die Miscellany poems erschienen 1704. Der junge Alexander Pope war ein Bewunderer Wycherleys, half ihm vermutlich auch bei der Bearbeitung der Gedichte.

## Ausgaben
- The Complete Works of William Wycherley. Ed. Montague Summers. 4 vols. London, 1924.
- The Country Wife and Other Plays. Ed. Peter Dixon. Oxford University Press, 1996 [2008].
- The Plays of William Wycherley. Ed. Arthur Friedman. Oxford, 1979.